# Губкин (футбольный клуб)
«Гу́бкин» — бывший российский футбольный клуб из города Губкин. Выступал во втором дивизионе, зона «Центр». В 2013 году был расформирован.

## Прежние названия команды
- 1995–1996 — «Лебединец»;
- 1997–2001 — «Кристалл»;
- 2001–2013 — «Губкин».

Команда «Лебединец» также участвовала в турнире Футбол России (1989, 1990), Первенстве РСФСР среди КФК (1990), Кубке России среди КФК (1994).
Обладатель Кубка Белгородской области 1994, финалист — 1979.

### Клубные цвета
|  |  |  |

## История
В 1996 году в Губкине была создана команда «Кристалл», которая в 2001 году была переименована в ФК «Губкин». Коллектив выступал в чемпионате Белгородской области.
В 2003 году «Губкин» занял второе место в Кубке СНГ среди горнорудных предприятий.
Годом позже команда дебютировала в ЛФЛ (зона «Черноземье») и заняла четвёртое место.
В сезоне 2005 года ФК «Губкин» под руководством Олега Евсюкова, выступая в той же зоне, стал серебряным призёром, уступив лишь одно очко воронежскому «Динамо». В этом же году клуб завоевал Кубок России среди любительских команд, переиграв в финале калининградскую «Балтику-2» со счётом 2:1. По итогам выступления в 2005 году ФК «Губкин» получил профессиональный статус и право участвовать на следующий год в соревнованиях первенства России по футболу среди команд второго дивизиона.
Дебют для губкинцев во второй лиге оказался успешным — восьмое место в зоне «Центр». Команда стартовала не слишком удачно, но постепенно выровняла игру. В августе Олега Евсюкова на тренерском посту сменил Вадим Хафизов, который и продолжил готовить команду к следующему сезону. В 2007 году команда долгое время находилась в нижней части турнирной таблицы, и в июле Хафизов был отправлен в отставку, а исполняющим обязанности главного тренера стал Владимир Пономарёв, сумевший настроить коллектив на финишный рывок, благодаря которому «Губкин» в итоге поднялся на пятое место в зоне «Центр».
В 2008 году главным тренером был назначен Фёдор Щербаченко, чья работа вкупе с грамотной трансферной политикой принесла свои плоды: команда стабильно держалась в верхней половине таблицы, и заняла в конце сезона четвёртое место, уступив бронзу «Луховицам» лишь по результатам личных встреч и решив в заключительном туре судьбу победителя зоны «Центр» в пользу липецкого «Металлурга», обыграв в гостях курский «Авангард» 2:1.
В начале 2009 года Щербаченко, имевший договорённость с президентом клуба и главой города Анатолием Кретовым о возможности покинуть клуб в случае более выгодного предложения, уехал в Саранск, возглавив местную «Мордовию» и пригласив в свой новый клуб несколько игроков основного состава. Новым наставником «Губкина» стал Сергей Савченков, известный по работе в Воронеже и Белгороде.
В 2010 году команду возглавил А. П. Саитов. ФК «Губкин» практически вышел в ФНЛ, всё решал матч в Москве. Горожанам нужно было как минимум сохранить ничейный результат. Но сложилось так, что «Торпедо» забило гол и вышло в Футбольную национальную лигу. «Губкин» завоевал 2-е место, это лучший сезон команды.
В сезоне 2012/2013 клуб тренировал У. М. Карсанов. Сезон для команды сложился не самым лучшим образом — 37 очков в 30 играх и 12-е место в таблице.
Было принято решение о расформировании команды, но некоторых игроков успели продать.

## Рекордсмены клуба
Наибольшее количество матчей за клуб (2 дивизион):
- Уколов Евгений Михайлович — 105;
- Меренков Михаил Николаевич — 79.

Наибольшее количество голов за клуб (2 дивизион):
- Уколов Евгений Михайлович — 20;
- Фаустов Сергей Сергеевич — 16.

## Статистика выступлений

### В чемпионатах России
| Сезон   | Лига                          | Лига                          | Место    | Примечания               |
| ------- | ----------------------------- | ----------------------------- | -------- | ------------------------ |
| 1995    | КФК/ЛФЛ                       | Центр, Группа В               | 1 из 9   |                          |
| 1995    | КФК/ЛФЛ                       | Финал, Группа А               | 5 из 5   |                          |
| 1996    | КФК/ЛФЛ                       | Черноземье                    | 2 из 10  |                          |
| 2004    | КФК/ЛФЛ                       | Черноземье                    | 4 из 13  |                          |
| 2005    | КФК/ЛФЛ                       | Черноземье                    | 2 из 11  | Выход во Второй дивизион |
| 2006    | Второй дивизион, зона «Центр» | Второй дивизион, зона «Центр» | 8 из 18  |                          |
| 2007    | Второй дивизион, зона «Центр» | Второй дивизион, зона «Центр» | 5 из 16  |                          |
| 2008    | Второй дивизион, зона «Центр» | Второй дивизион, зона «Центр» | 4 из 18  |                          |
| 2009    | Второй дивизион, зона «Центр» | Второй дивизион, зона «Центр» | 4 из 17  |                          |
| 2010    | Второй дивизион, зона «Центр» | Второй дивизион, зона «Центр» | 2 из 16  |                          |
| 2011/12 | Второй дивизион, зона «Центр» | Второй дивизион, зона «Центр» | 6 из 14  |                          |
| 2012/13 | Второй дивизион, зона «Центр» | Второй дивизион, зона «Центр» | 12 из 16 |                          |

### В кубках России
| Сезон   | Стадия |
| ------- | ------ |
| 2006/07 | 1/256  |
| 2007/08 | 1/256  |
| 2008/09 | 1/128  |
| 2009/10 | 1/128  |
| 2010/11 | 1/64   |
| 2011/12 | 1/128  |
| 2012/13 | 1/32   |

## Главные тренеры
| Годы работы | Главный тренер             |
| ----------- | -------------------------- |
| 2003–2004   | Пётр Потешкин              |
| 2005–2006   | Олег Евсюков               |
| 2006–2007   | Вадим Хафизов              |
| 2007        | Владимир Пономарёв (и. о.) |
| 2008        | Фёдор Щербаченко           |
| 2009        | Сергей Савченков           |
| 2009        | Виктор Демидов             |
| 2010–2011   | Александр Саитов           |
| 2011        | Андрей Репринцев           |
| 2012–2013   | Евгений Борзыкин           |
| 2013        | Умар Карсанов              |